# Underbone

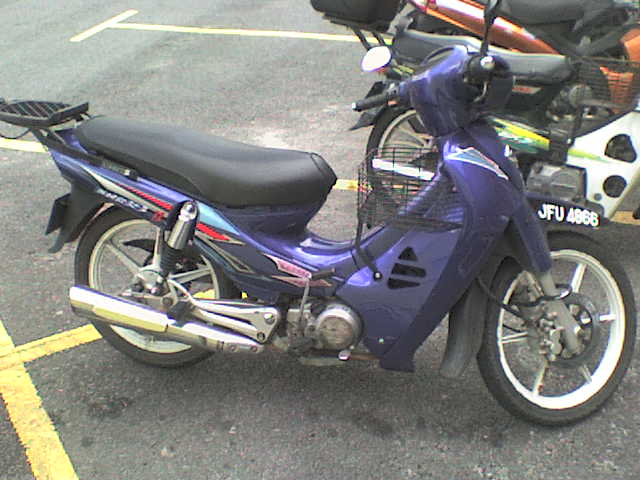
Los paneles y cubiertas de plástico se utilizan ampliamente en las underbone modernas, como en la Modenas Kriss 2.

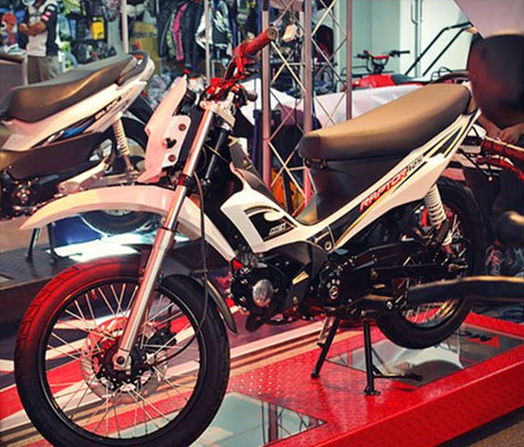
MCX Raptor, una underbone fabricada en Filipinas.

Una underbone (término inglés traducible como «con esqueleto inferior» o «con estructura inferior»), también denominada moto semiautomática o señoritera, es un tipo de motocicleta que utiliza un bastidor de tubo estructural con una serie de paneles de carrocería de plástico superpuestos (no estructurales).
Su sistema de construcción contrasta con los diseños monocasco convencionales, que disponen de un cuadro de acero estampado que sirve tanto de estructura del vehículo como de carrocería. Fuera de Asia, el término underbone es frecuentemente malinterpretado para referirse a cualquier motocicleta ligera que emplea el tipo de construcción conocido coloquialmente como ciclomotor o motoneta.
Una motocicleta con estructura inferior puede tener una disposición del depósito de combustible, de la carrocería y de los protectores contra salpicaduras similar a las que equipan a una motoneta, mientras que las dimensiones de las ruedas, la disposición del motor y la transmisión de potencia son similares a las de las motocicletas convencionales.

Los underbone son sobre todo populares en Asia, y lejos de este continente, en Grecia y Latinoamérica. En Indonesia, el cuarto país más poblado del mundo, y el país más grande del sudeste asiático, casi la mitad de la población tiene una motocicleta, que en su gran mayoría son underbone y motonetas (120 millones de motos en 2018, en comparación con los 16 millones de automóviles registrados).

## Diseño

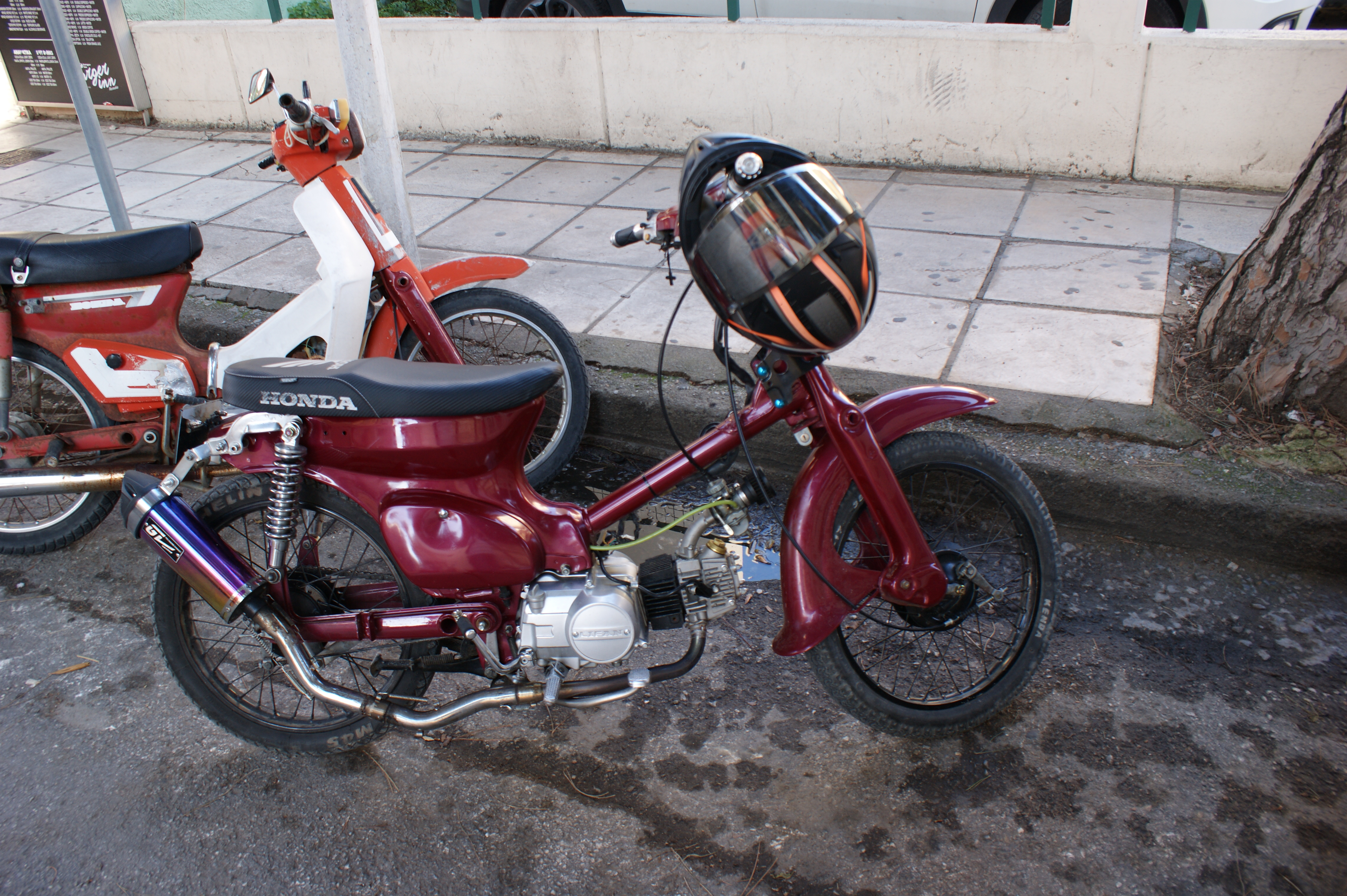
Imagen de una Honda Cub 50 sin carenado, en la que se aprecia claramente la simple estructura tubular del bastidor

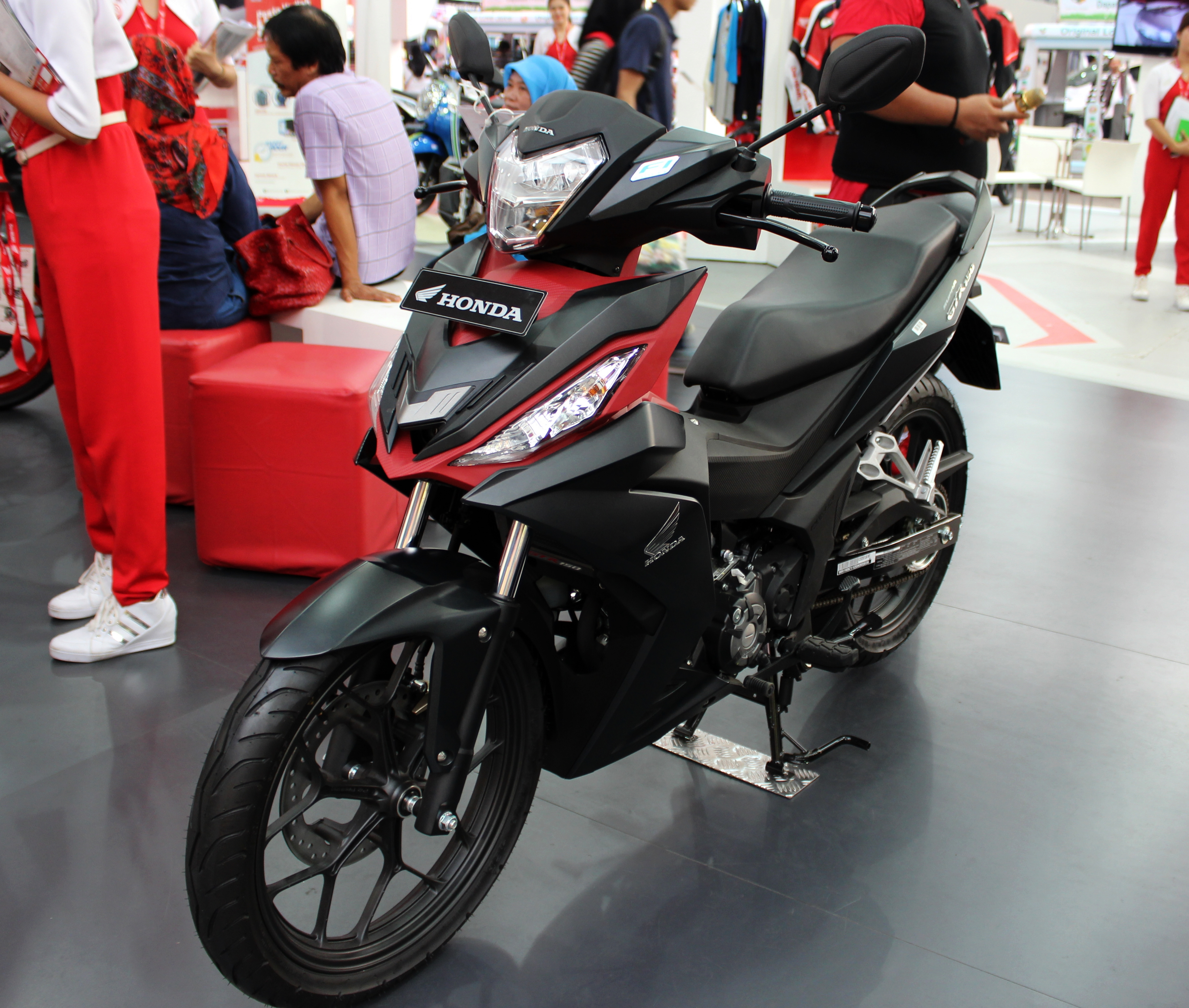
Honda Winner, una underbone con motor de 150 cc

La apariencia externa y el bastidor de una motocicleta de estructura inferior son bastante diferentes a los de una motocicleta estándar, pero el tren motriz es funcionalmente casi idéntico. El motor se coloca entre los pies del conductor, pero la rueda trasera es impulsada por una cadena de transmisión secundaria como la de una motocicleta normal. Las consideraciones de estilo solo significan que el accionamiento por cadena de la máquina tiende a ocultarse debajo de los paneles de la carrocería en mayor medida que en las motocicletas convencionales.

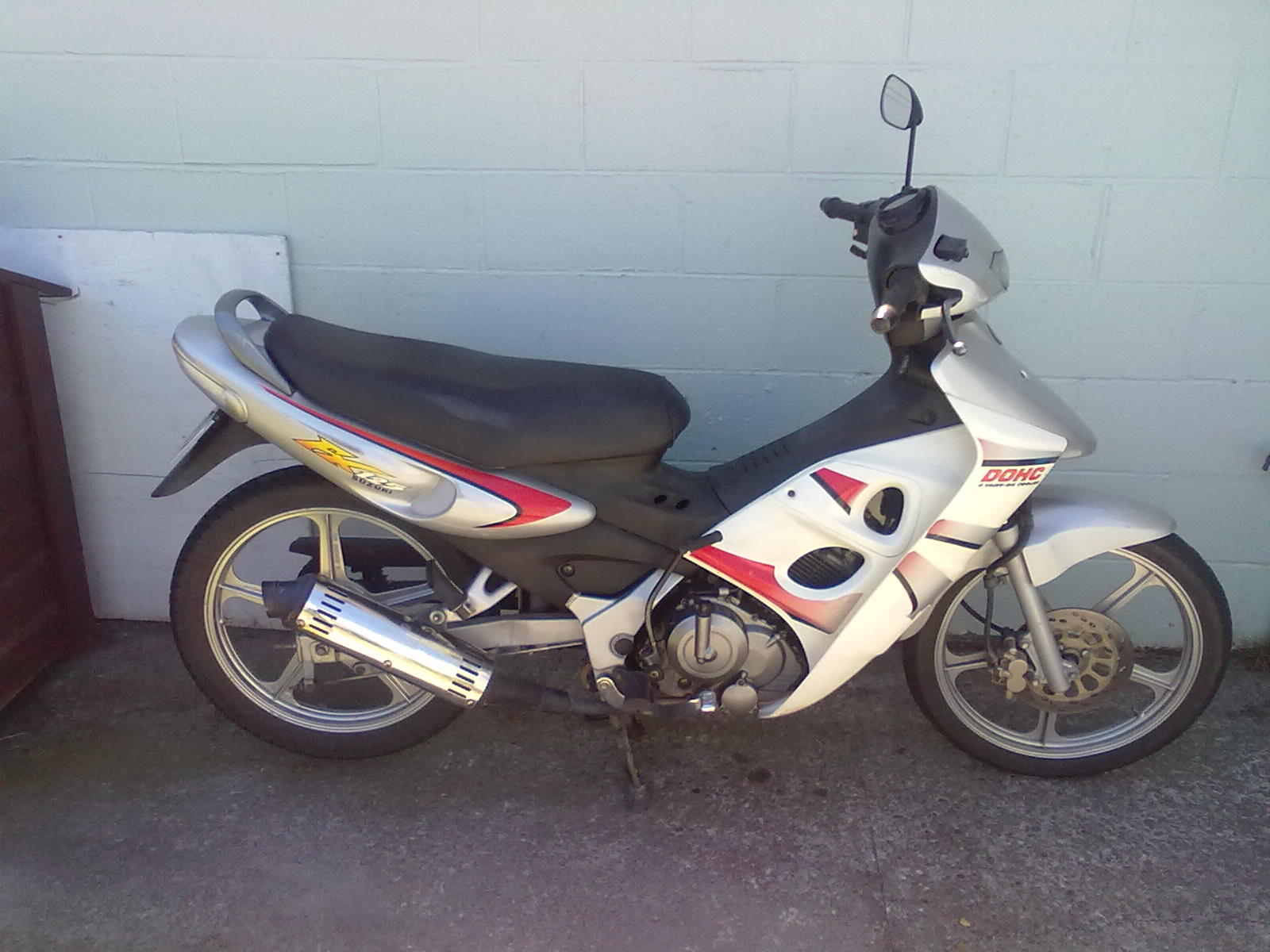
Los paneles y cubiertas de plástico se utilizan ampliamente en las "underbone" modernas, como en la Suzuki FX125

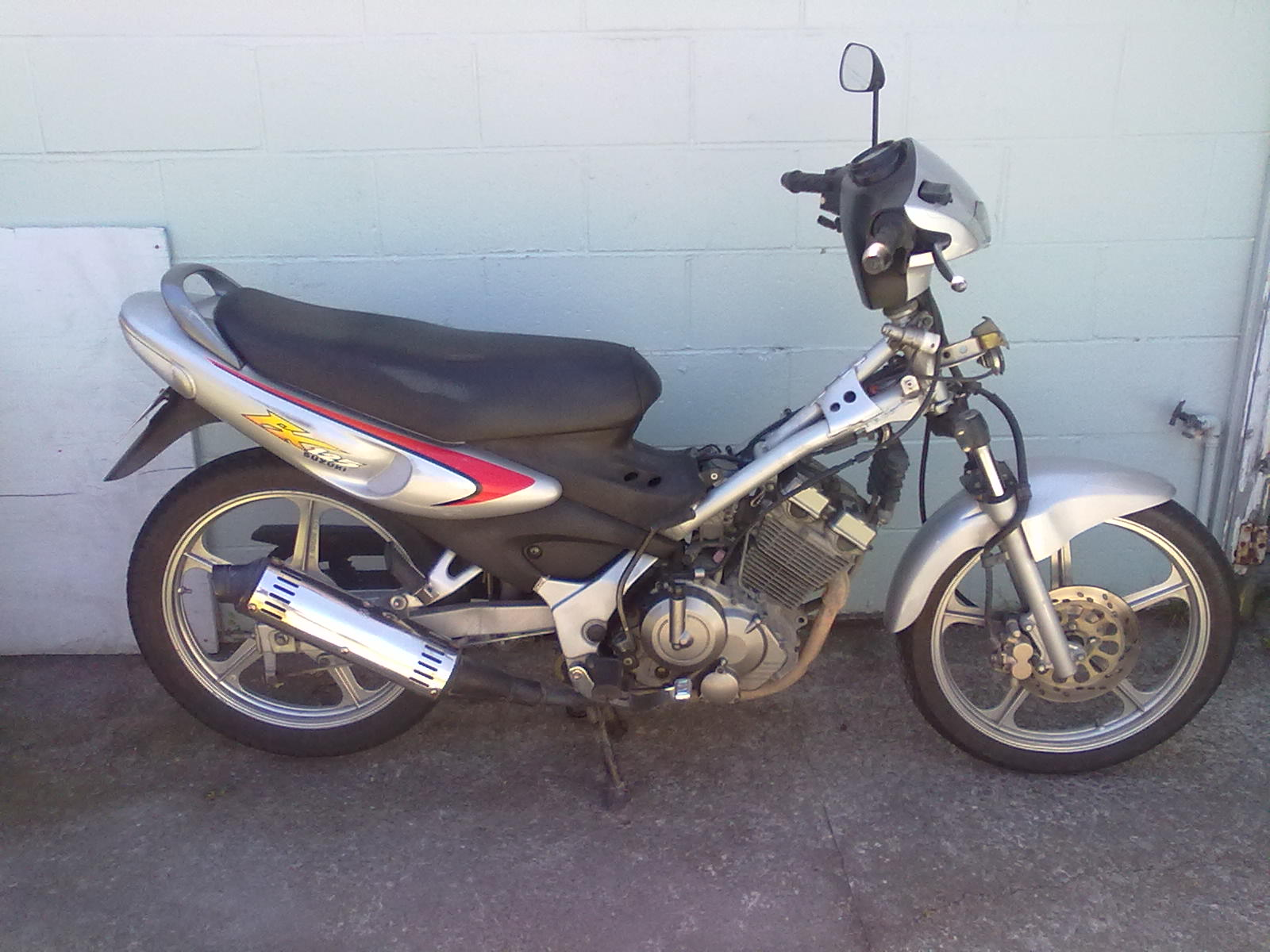
Suzuki FX125 con el carenado desmontado

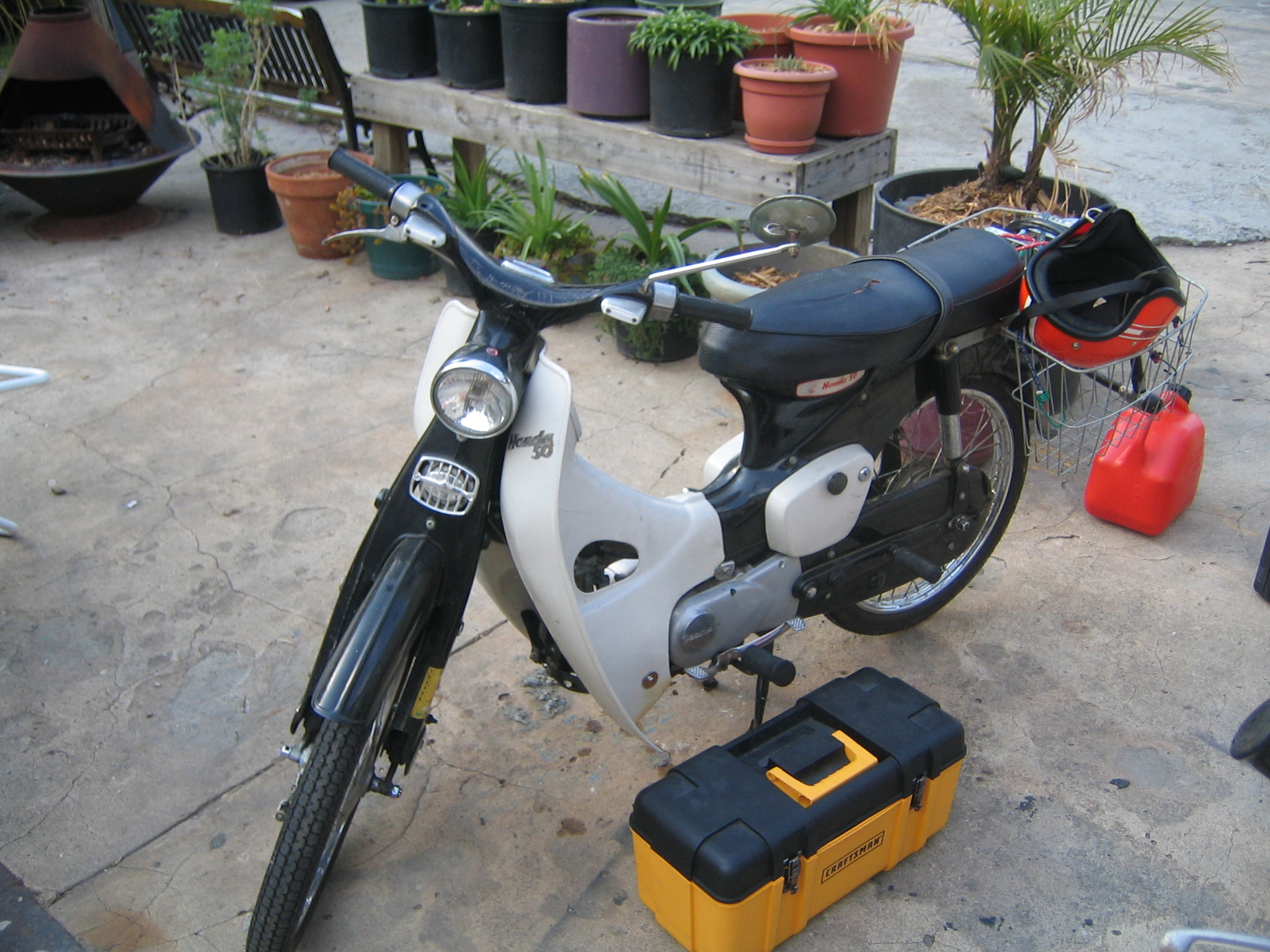
Uno de los primeros diseños underbone, la Honda Super Cub, que batió récords de producción en su momento

Solo difieren de una motocicleta convencional en un aspecto significativo: entre la base del asiento y el punto de giro del manillar, no disponen de ningún elemento del bastidor ni tampoco se ubica el depósito de combustible, que por lo general se encuentra debajo del asiento. La disposición de la base mejora la facilidad para montar y desmontar de la moto, y contribuye al atractivo de su diseño como un vehículo de compras y para desplazamientos urbanos. La cilindrada del motor de una underbone típica es generalmente de entre 50 cc y hasta aproximadamente 150 cc, aunque hay disponibles modelos mucho más grandes. Actualmente, el modelo con el motor de mayor cilindrada es el SYM VF3i, que está propulsado por un motor con árbol de levas en cabeza de 4 válvulas refrigerado por agua y 183 cc, equipado con inyección de combustible.
Históricamente, los underbone popularizaron la transmisión semiautomática y los sistemas de indicadores de dirección luminosos. En otros aspectos, la sofisticación técnica tendía a aparecer más tarde que en motocicletas más grandes, aunque cada vez están mejor equipadas, y cuentan con encendido electrónico o inyección de combustible similares.
Suelen utilizar llantas de radios o de aleación que se montan sobre un eje, y por lo general tienen el tamaño adecuado para adaptarse a pequeños cuadros de motocicletas convencionales. Estas ruedas proporcionan un mejor agarre y frenado en carretera que las de los escúteres (más pequeñas), aunque hacen que las reparaciones (como los pinchazos) sean algo más complicadas de reparar (obligando a un desmontaje de la rueda trasera algo más complejo).
Las underbone generalmente presentan un cambio secuencial de tres a seis velocidades, ya sea mediante un embrague automático, generalmente un embrague centrífugo, o un embrague manual convencional. Dependiendo de si la motocicleta tiene embrague manual o embrague centrífugo automático, la transmisión de la motocicleta es manual o semiautomática. Para transmitir potencia a la rueda trasera, se acopla a una rueda dentada y a una transmisión por cadena. Existen algunas excepciones a este sistema, como la Yamaha Nouvo, la Piaggio Liberty y la Yamaha Lexam, que aunque tienen un diseño similar al de una underbone, utilizan una transmisión variable continua (CVT) y, por lo tanto, el conductor no puede seleccionar las marchas, por lo que pueden considerarse como escúteres.

## Orígenes

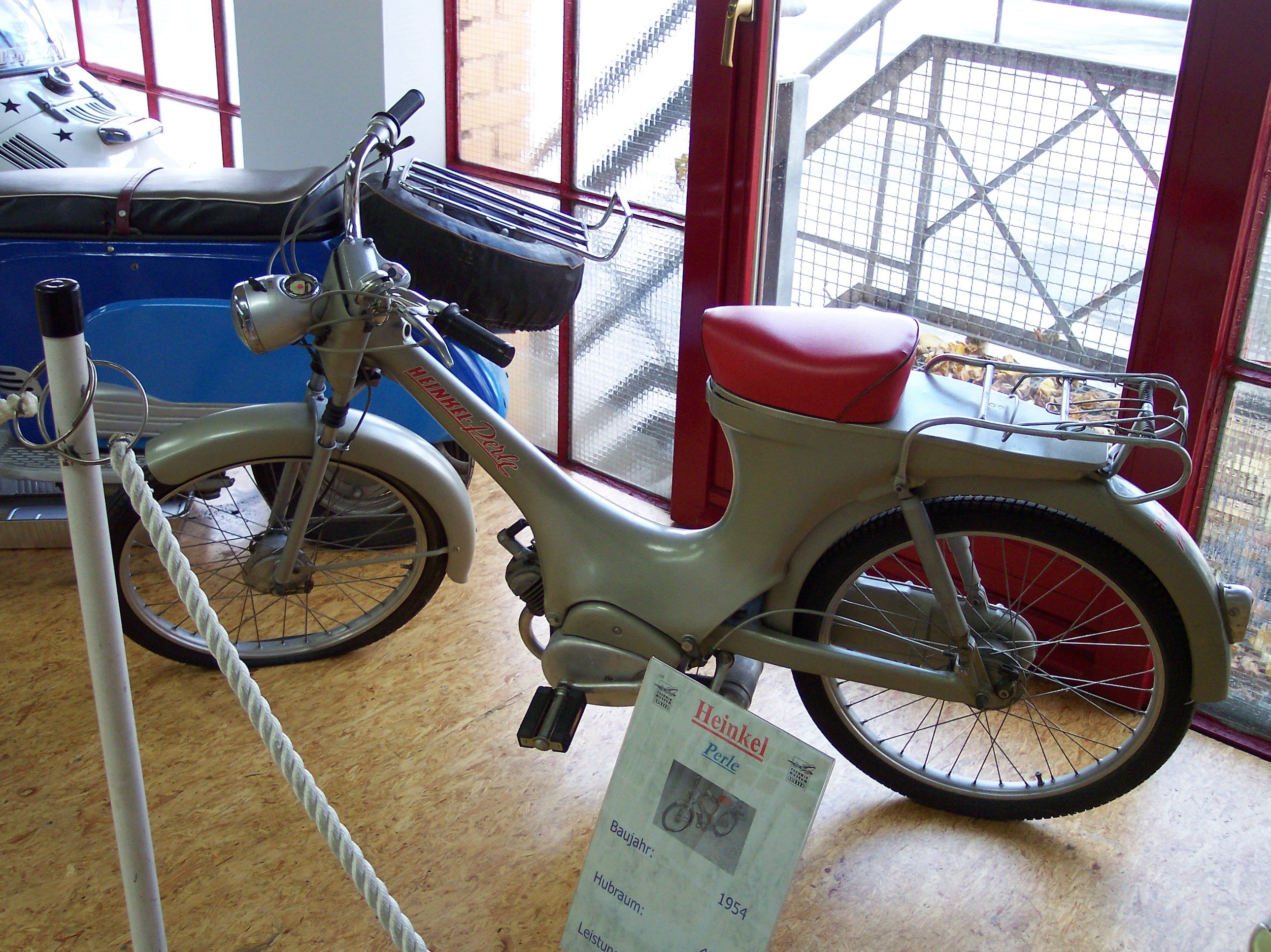
La Heinkel Perle fue introducida en 1954, cuatro años antes que la Honda Super Cub

El concepto de partida se puede ver en algunos de los ciclomotores europeos de principios de la década de 1950, incluidos el NSU Quickly y el Heinkel Perle. La Honda Super Cub con un bastidor de tubo y un carenado de plástico ha sido uno de los vehículos de motor más producidos de todos los tiempos. La fabricación de la Super Cub comenzó en 1958, superando los 60 millones de unidades en abril de 2008, y continuaban construyéndose en varios países del mundo medio siglo después.

## Otros nombres y derivaciones
En Malasia y Singapur, este vehículo se conoce comúnmente como Kapcai o Kapchai, una palabra de jerga derivada del cantonés, formada mediante una combinación de la palabra "Cub" (procedente del nombre de la Honda Cub) y "仔" en chino. En cantonés, "仔" (pronunciado "jai", o en pinyin "zai") significa "pequeño" (o sus derivados, por ejemplo, "pequeño" o "mini"). Por lo tanto, "kapchai" significa literalmente un "pequeño cachorro". Honda es una marca muy popular en Malasia, por lo que todas las motocicletas underbone se denominan genéricamente "kapchai". En Indonesia, se llama "motor bebek" (que literalmente significa "moto de pato"). En Grecia se lo conoce como Papi o Papaki, un término coloquial que también significa pato. En algunos mercados latinoamericanos se les conoce como Motos semiautomáticas o Señoriteras.
Una variación de este concepto básico son las motonetas, muy populares en Occidente. Estas motos son mucho más grandes que las underbone del mercado asiático, y su cilindrada varía entre los 250 cc de la Honda Helix y los 850 cc de la Gilera GP800. Muchas versiones actuales tienen entre 400 cc y 650 cc, incluida la Honda Silver Wing con 582 cc, la Suzuki Burgman con 400 cc o 638 cc, la Yamaha Majesty 400 con 395 cc, y la Yamaha T-Max 500 con 499 cc.
Las underbone de tamaño convencional también son populares en Europa Occidental y se comercializan junto con los escúteres convencionales. A veces también se las conoce como escúteres, a pesar de las diferencias de diseño entre unas y otras motocicletas.
En el sudeste asiático algunos modelos están diseñados con un carenado sin alas laterales, un amortiguador delantero de longitud completa y un faro con apariencia de motocicleta deportiva, con lo que se obtiene un aspecto más dinámico y de mejor rendimiento que en las underbone clásicas. Ejemplos de esta tendencia son las Suzuki Raider R150, Honda Nova series, Suzuki Akira/Stinger, o las Cagiva Stella. En Indonesia, este tipo de motos se denominan coloquialmente "ayago" (ayam jago significa gallo).

## Almacenamiento

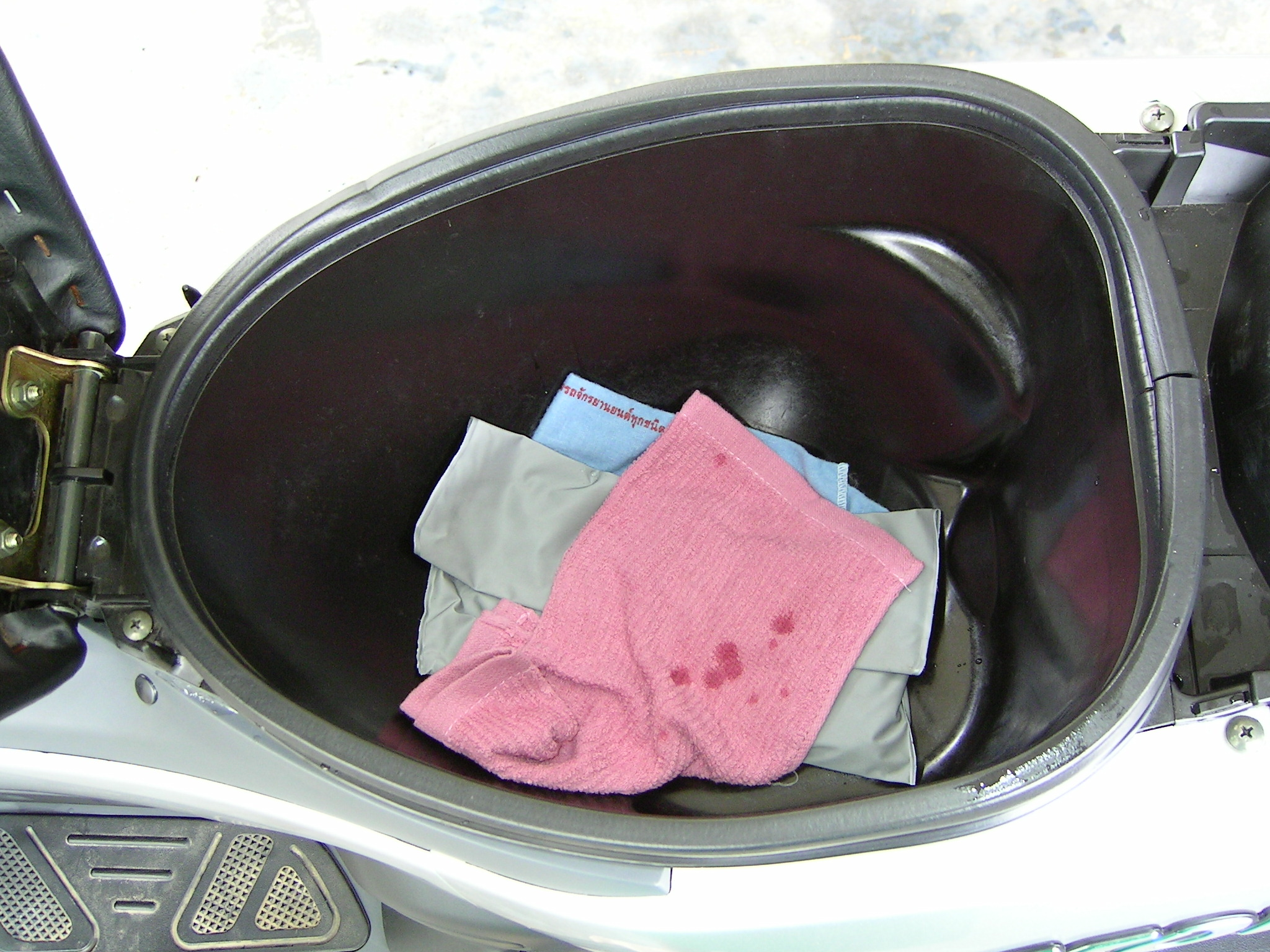
Compartimento de una Yamaha Nouvo para guardar el casco

Las motocicletas underbone a menudo vienen con un espacio de almacenamiento, que puede variar según los mercados. En el sudeste asiático, comúnmente se proporciona una canasta de acero, ya que no queda espacio debajo del asiento, donde se ubica el tanque de combustible. En cambio, algunos modelos sí que disponen de un compartimento de almacenamiento con cerradura situado debajo del asiento. Suelen incluir un gancho en el área localizada entre las rodillas del conductor, con el fin de poder colgar una bolsa de la compra. Así mismo, se puede ampliar la capacidad de almacenamiento mediante un cofre superior, desmontable en algunos casos.

## Fabricantes
El mercado de motocicletas underbone está dominado por los fabricantes japoneses, aunque muchos modelos se construyen en fábricas localizadas en otros países, incluidos China y Taiwán. En otros casos, los fabricantes han infringido patentes, copiando ilegalmente los modelos de los fabricantes japoneses. La Honda Cub, la Honda Wave y la Yamaha Lagenda series se encuentran entre los modelos más copiados.
MZ Motorrad produce actualmente modelos de estructura inferior en Malasia de la mano de su principal accionista, Hong Leong Group, que también es el único distribuidor de la motocicleta Yamaha en Malasia y Singapur. Mforce Bikes Holdings Sdn Bhd también produce una motocicleta underbone bajo licencia de Benelli Motorcycle.
A continuación se incluye una lista de los principales fabricantes de underbone:
- China: Haojue, Zongshen, Lifan
- Malasia: Modenas, Momos Motor (cambio de nombre de Cagiva), Naza Bikers (cambio de nombre de Zongshen), Demak y Mforce Bikes Holdings
- Alemania: MZ Motorrad
- India: TVS Motors  (las versiones inferiores están disponibles en India, Indonesia y Filipinas)
- Indonesia: Kanzen, Binter (nombre local de Kawasaki), Viar Motorcycles
- Italia: Cagiva, Piaggio, Benelli
- Japón: Honda, Yamaha, Suzuki, Kawasaki
- Filipinas: LuckyStar Motorcycles, MCX Motor (Phils.), Blaze Motortech, Sunriser, RUSI
- Corea del Sur: DNA Motors
- Taiwán: Kymco, Sym
- Tailandia: Tiger Motor Co. Ltd
- México: Italika

## En la cultura popular

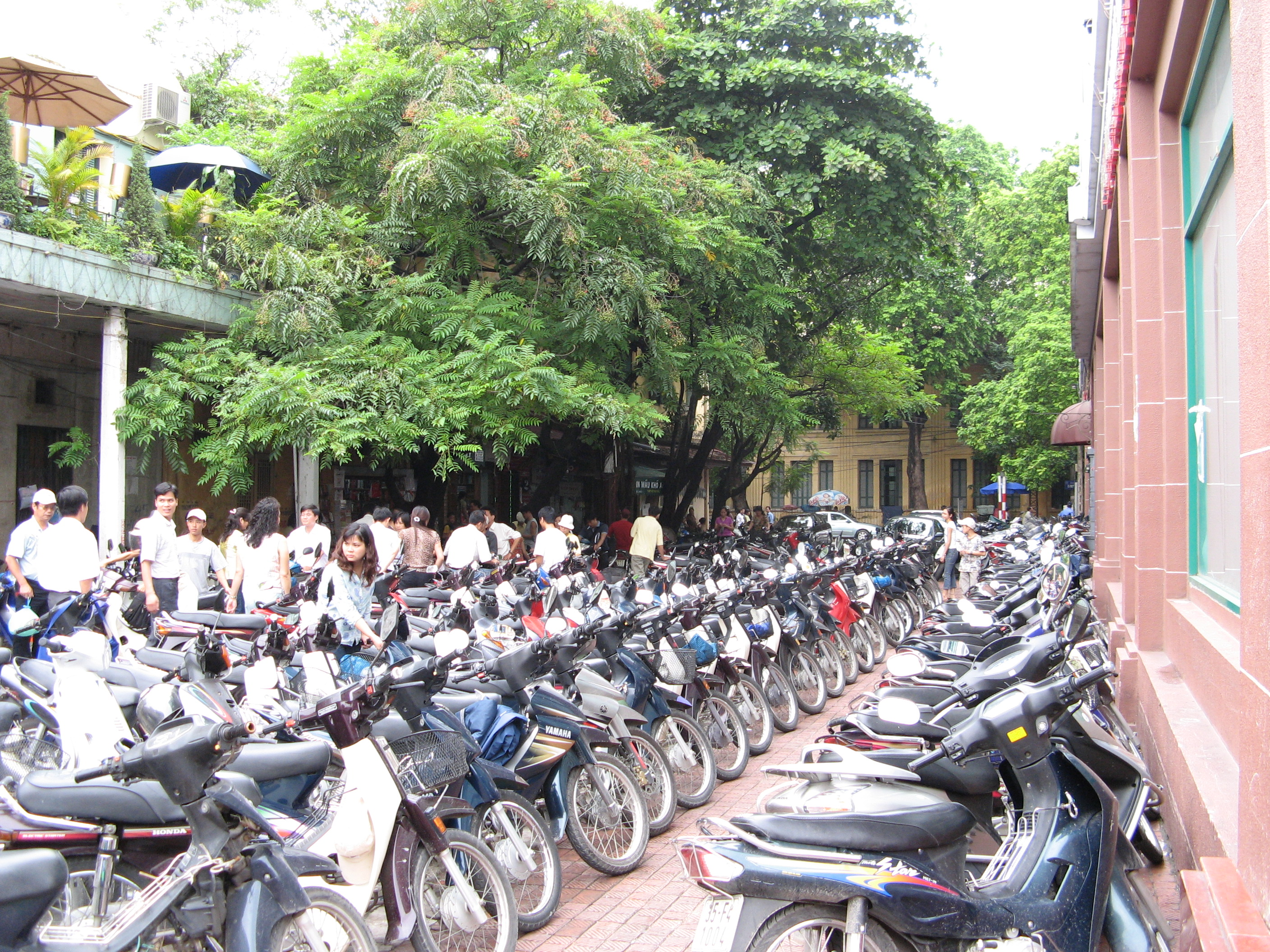
Motos underbone aparcadas en Hanói

Las motocicletas de estructura inferior son muy populares en el sudeste asiático. Existe una demanda de repuestos del mercado de accesorios y para su tuneo. Muchos entusiastas modifican sus motos ya sea para singularizar su aspecto (instalando pequeños sistemas de sonido, luces de neón y trabajos de pintura personalizados) o para mejorar su rendimiento (mediante la preparación de motores o el ajuste de la suspensión). Es posible que el equipo para conducir estas motos ni siquiera se extienda al uso de zapatos y pantalones largos por seguridad. Las carreras clandestinas se ha vuelto populares en países como Filipinas y Malasia, y plantea problemas de seguridad para el tráfico rodado y para los propios competidores, ya que el carenado de las underbone ofrece muy poca protección en caso de accidente. Los modelos modificados que se han hecho más populares para estas carreras son la Honda XRM, la Suzuki Raider 150 y la Honda Wave, aunque también se utilizan con frecuencia modelos similares de Kawasaki y de Yamaha.
En Singapur y Malasia, no es raro ver viejas motocicletas personalizadas con piezas de modelos underbone, una tendencia cada vez más popular entre los jóvenes.

### Carreras
Las competiciones con motos underbone son una de las clases de carreras de motocicletas más populares en la región del sudeste asiático. Para estas pruebas, se modifican modelos de producción en serie legales para circular por carretera, principalmente fabricados por Yamaha, Honda y Suzuki. La popularidad de las carreras de underbone está influida principalmente por su amplia variedad de tipos de pruebas; y por el reducido coste de las pistas de carreras y de las piezas necesarias para adaptar las motos, especialmente si se comparan con las motocicletas deportivas. Las distintas clases de carreras de underbone pueden establecerse según el tipo de motor (su cilindrada y su forma de alimentación), las modificaciones y restricciones permitidas, los intervalos de tiempo (en las carreras de resistencia) y según el nivel de habilidad del piloto. Estas categorías son luego reguladas por el organismo rector de las carreras de motos del país, desde el que se pueden organizar series nacionales de carreras. Una de las categorías más populares es la clase de inyección de combustible de cuatro tiempos de 150 cc, con una potencia del motor comprendida entre 24 y 32 caballos, que pueden alcanzar hasta los 180 km/h. La mayoría de las motocicletas que compiten en esta clase son Yamaha T-150, Honda RS150R y Suzuki Raider 150.

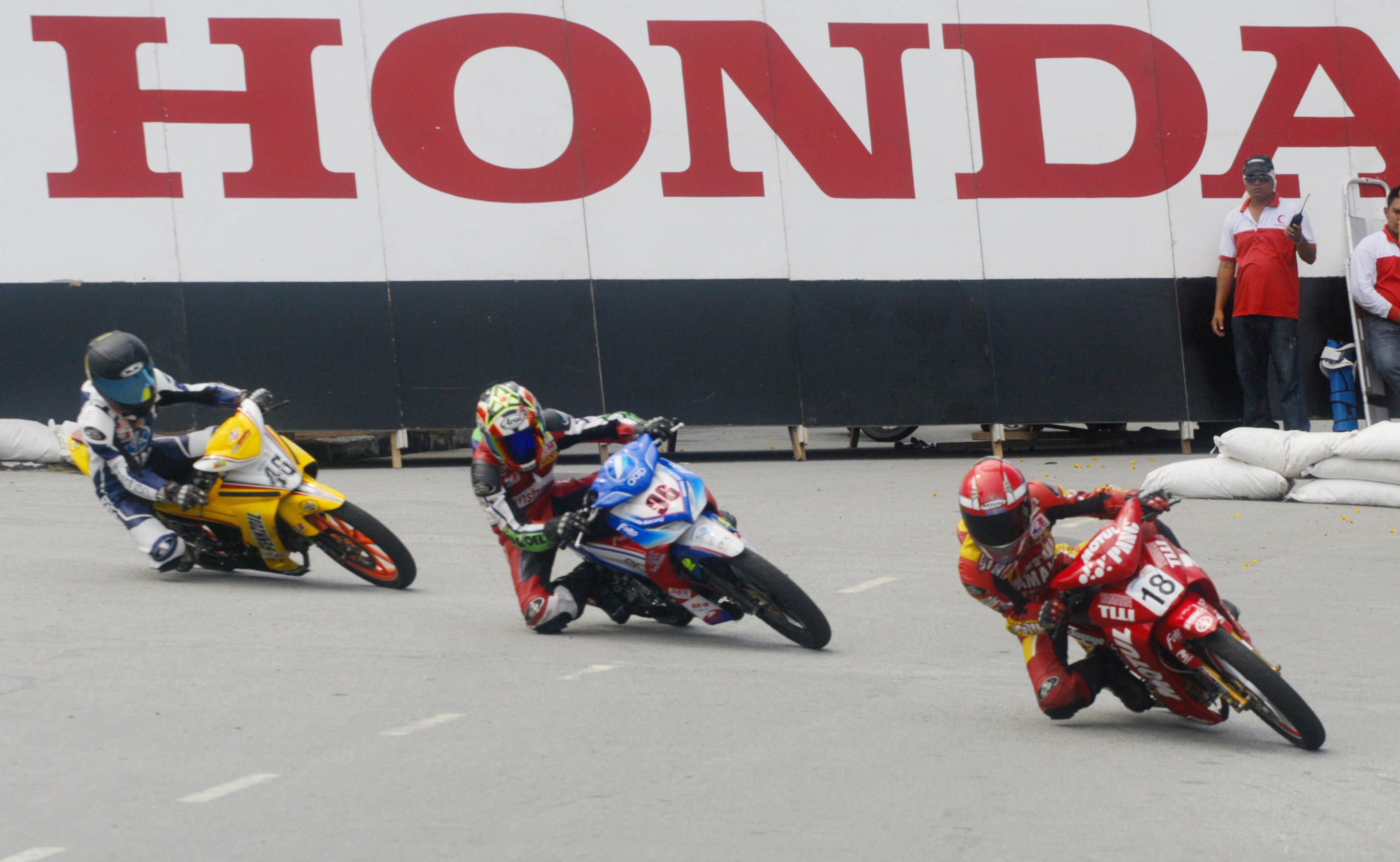
Cub Prix de Malasia

Las series de carreras de carretera más importantes en los países del sudeste asiático son la Malaysian Cub Prix y las series Oneprix y MotoPrix de Indonesia. El Campeonato de Asia de Carreras de Carretera regula el nivel máximo de competición para las underbone bajo la clase UB150, reservada a motocicletas de producción en serie con un motor de cilindrada máxima de 150 cc, de ahí su nombre. Solo las motocicletas Yamaha y Honda compiten en esta clase, con participación de equipos de varios países asiáticos.
También existen pruebas de divisiones inferiores en cada país, organizadas como base del campeonato nacional de carreras. En Malasia, la serie de carreras underbone se creó en asociación con el Ministerio de Juventud y Cultura del Gobierno de Malasia en 2012, con el fin de alentar a los jóvenes a competir en un entorno de pista controlado, en lugar de las peligrosas carreras callejeras ilegales. Se concibió para ofrecer un costo de acceso más bajo que las series inferiores ya existentes, como la Malaysian Cub Prix.